# Schloss Penningby

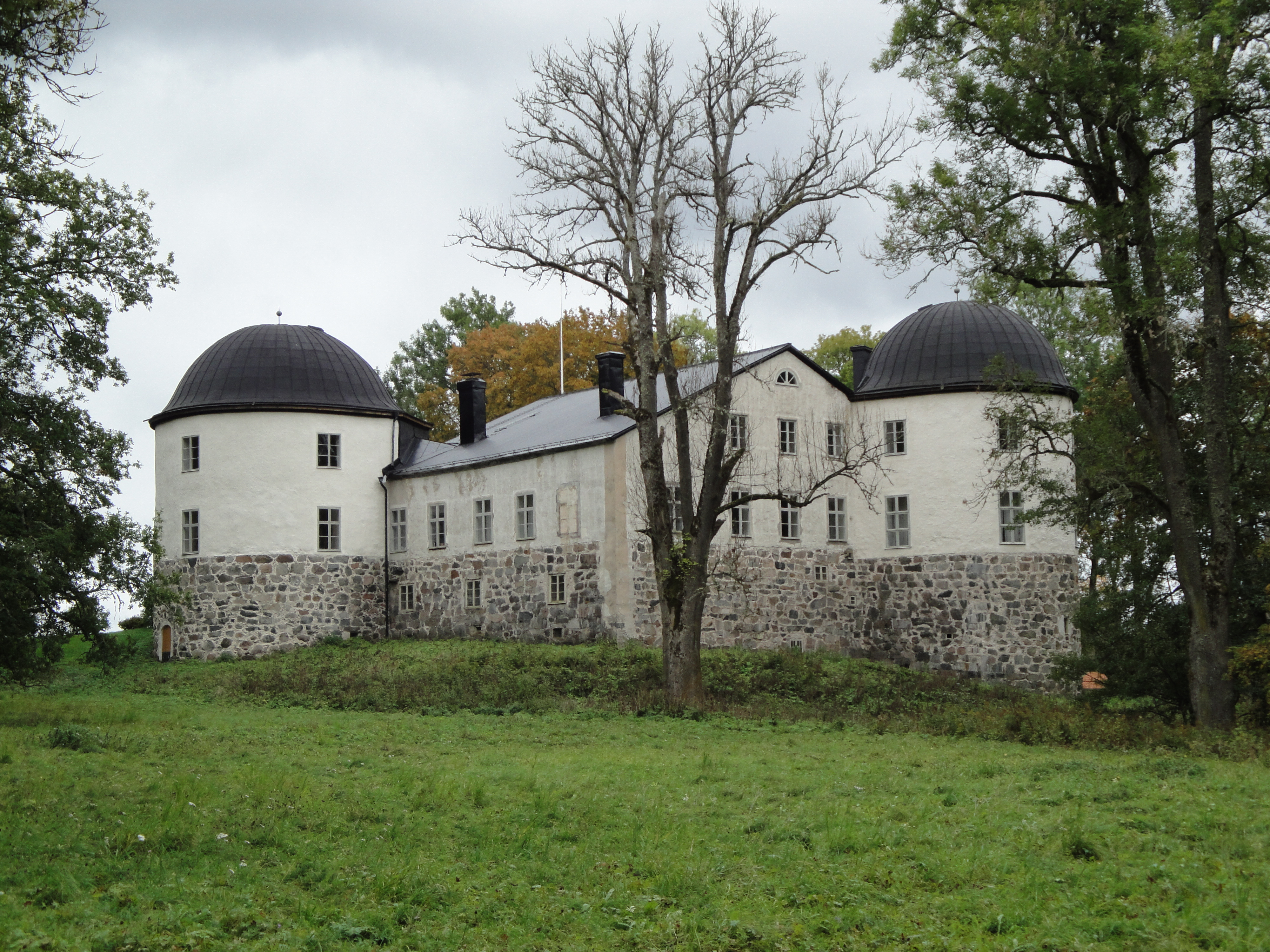
Schloss Penningby

Schloss Penningby (schwedisch Penningby slott) nahe Norrtälje in der historischen Provinz Uppland ist ein Schloss aus der Zeit der Wasa.

## Geschichte
Penningby wurde das erste Mal um 1330 erwähnt, im 14. Jahrhundert erfolgte der Bau einer mittelalterlichen Burg auf dem Platz. Diese wurde durch ein Schloss ersetzt, dessen Bau von Birgitta Tordsdotter Bonde begonnen wurde. Im Jahre 1831 wurde das Schloss von einem Brand heimgesucht. Dach und Turm wurden im Laufe der nachfolgenden Renovierung verändert.
Das Schloss besteht aus einem fast quadratischen Mittelgebäude und zwei diagonal angeordneten runden Ecktürmen. Die beiden unteren Geschosse sind aus Graustein gefertigt. Die zwei darüber gelegenen Geschosse, welche vermutlich im Laufe des 15. Jahrhunderts dazukamen, wurden von Lars Turesson (Tre Rosor) gebaut.
Das Schloss ist nicht mehr bewohnt, jedoch gibt es im Sommer Führungen für Besucher und Touristen.

## Hier verstorben
- Axel Nilsson Ryning (1552–1620), schwedischer Reichsadmiral